# Catharinen-Kirche (Martfeld)

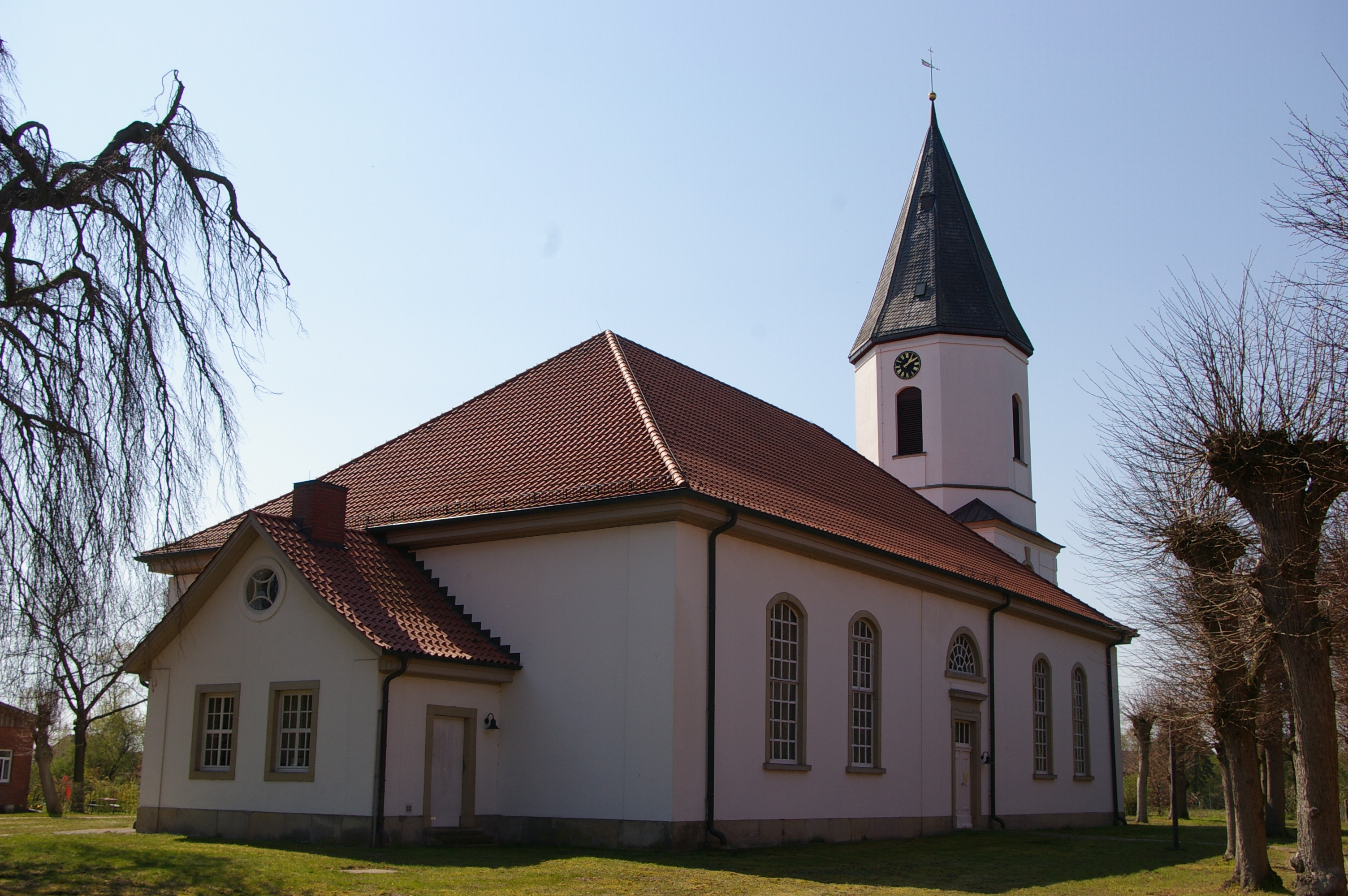
Catharinenkirche

Die evangelisch-lutherische denkmalgeschützte Catharinenkirche steht in der Gemeinde Martfeld der Samtgemeinde Bruchhausen-Vilsen im Landkreis Diepholz von Niedersachsen. Die Kirchengemeinde Martfeld gehört zum Kirchenkreis Syke-Hoya im Sprengel Osnabrück der Evangelisch-lutherischen Landeskirche Hannovers.

## Beschreibung
Eine Kapelle wurde 1179 in Martfeld erstmals erwähnt und 1420 eine Kirche. 1515/1518 läutet die erste Kirchenglocke vom Kirchturm. Die heutige verputzte klassizistische Saalkirche wurde 1811 erbaut, nachdem sich die alte Kirche als renovierungsbedürftig und zu klein erwiesen hatte und über dessen Enge und Dunkelheit geklagt wurde. Zunächst wurde das mit einem Walmdach bedeckte Kirchenschiff errichtet, wobei die Steine der alten Kirche wieder Verwendung fanden. Der Kirchturm im Westen, der mit einem spitzen Zeltdach bedeckt ist, wurde 1836 fertiggestellt. Die beiden unteren Geschosse sind mit Quaderputz gegliedert. Im obersten, oktogonalen Geschoss sind Klangarkaden an vier Seiten. In der Glockenstube hängen drei Kirchenglocken. 1951 wird anstelle einer im Kriege eingeschmolzenen Vorgängerin eine Glocke durch die Glockengießerei Otto geliefert. Im Osten wurde eine Sakristei angebaut. 
Der klassizistisch gestaltet Innenraum wird durch die dreiseitigen, hölzernen Emporen auf dorischen Säulen und die Kanzel im Osten in Form eines griechischen Tempels mit vier korinthischen Säulen bestimmt. Eine Orgel wurde 1840  angeschafft und 1930 durch die Firma Faber und Dienes ersetzt. Die heutige Orgel wurde 1985 von der Firma Gebrüder Hillebrand gebaut.